# Biographisch-Bibliographisches Kirchenlexikon

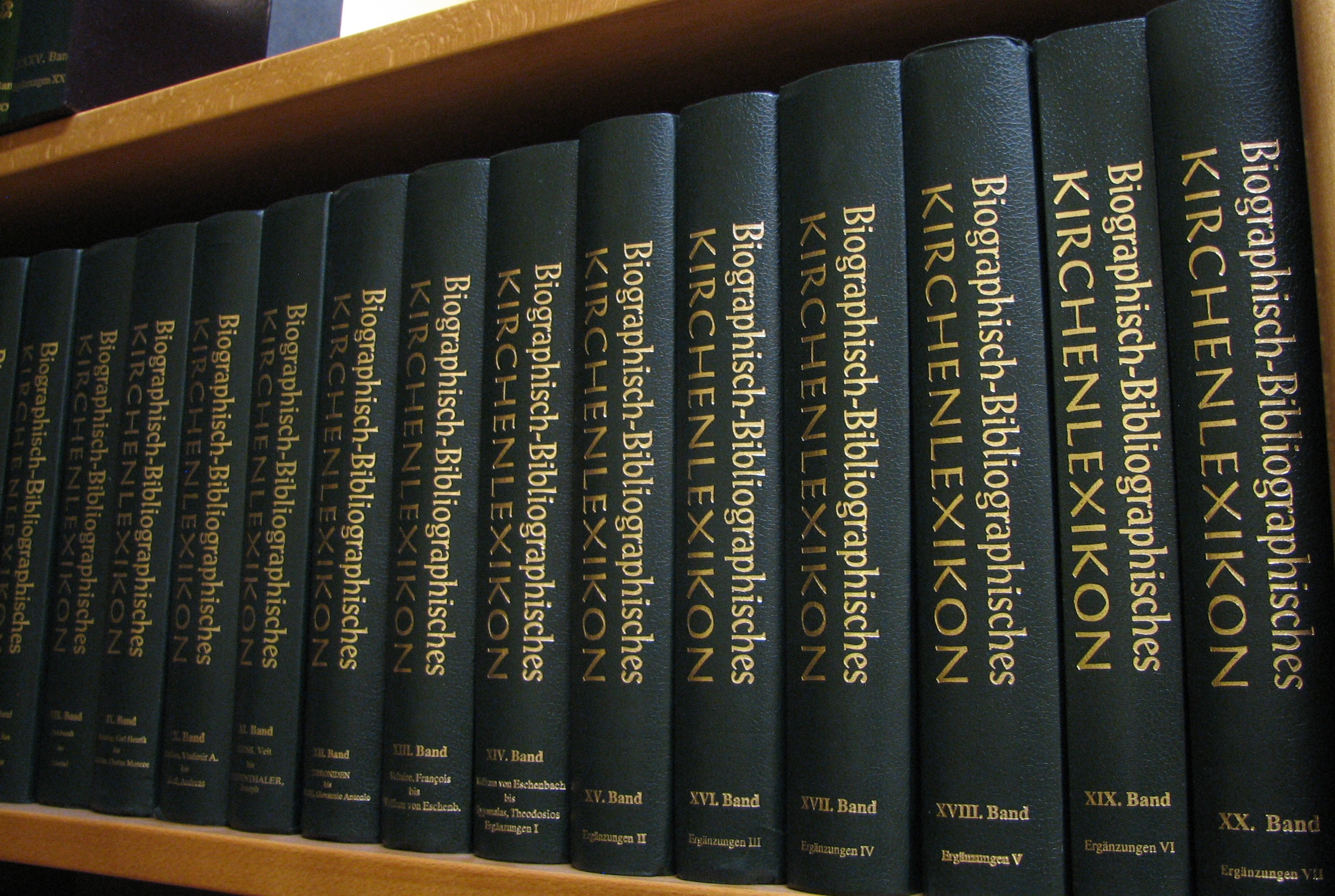
Biographisch-Bibliographisches Kirchenlexikon (BBKL); 1975 — ...

Биографически-библиографический церковный словарь (нем. Biographisch-Bibliographisches Kirchenlexikon), сокр. BBKL — словарь-справочник на немецком языке, который содержит биографические и библиографические сведения о персонажах церковной истории. Основан в 1975 году Фридрихом-Вильгельмом Баутцем. Содержит около 20000 словарных статей. До 1998 года было выпущено 14 томов. Дополнительные тома (с 15) выходят, начиная с 1999 года. До настоящего времени всего выпущен 31 том. Издание 32 тома (дополнительный том 19) намечено на 2011 год. Серия выпускается издательством Verlag Traugott Bautz (Нордхаузен). Словарь существует также в онлайн-версии.